# Nanping
Nanping (南平, pinyin: Nánpíng) er et bypræfektur i den nordvestlige del af provinsen Fujian i Folkerepublikken Kina. Det grænser til Ningde i øst, Sanming i syd, og provinserne Zhejiang og Jiangxi i nord respektive vest. Wuyibjergene der er på UNESCOs Verdensarvsliste ligger på grænsen mellem Nanping og Jiangxi. Præfekturet har et areal på 	26,300 km² og en befolkning på 2.890.000 indbyggere i 2008, hvilket giver en befolkningstæthed på 109.9 indb./km². 

## Administrative enheder
Nanping administrerer et distrikt , fire byamter og fem amter.
- Distriktet Yanping (延平区)
- Byamtet Shaowu (邵武市)
- Byamtet Wuyishan (武夷山市)
- Byamtet Jian'ou (建瓯市)
- Byamtet Jianyang (建阳市)
- Amtet Shunchang (顺昌县)
- Amtet Pucheng (Nanping) (浦城县)
- Amtet Guangze (光泽县)
- Amtet Songxi (松溪县)
- Amtet Zhenghe (政和县)

## Trafik
Kinas rigsvej 205 passerer gennem området. Den begynder i Shanhaiguan i Hebei og ender i den sydlige del af Shenzhen i provinsen Guangdong. Undervejs fører den blandt andet gennem Tangshan, Tianjin, Zibo, Huai'an, Nanjing, Wuhu, Sanming, Heyuan og Huizhou.
26°38′N 118°10′Ø / 26.633°N 118.167°Ø